# Morphological Catalogue of Galaxies
Il Morphological Catalogue of Galaxies (catalogo morfologico delle galassie o semplicemente MCG; in russo, Morfologiceskij Katalog Galaktik) è un catalogo astronomico russo contenente 30 642 galassie redatto dal 1962 al 1968 da un'équipe di astronomi capitanata da Boris Aleksandrovich Vorontsov-Velyaminov.

## Il catalogo
Il catalogo è stato redatto basandosi sull'analisi di 28 lastre ottenute dalla Palomar Sky Survey e dovrebbe includere tutte le galassie fino alla magnitudine 15. L'inclusione anche della magnitudine 16 avrebbe aumentato in modo esponenziale il numero degli oggetti da censire.
Il lavoro fu pubblicato in cinque parti o capitoli, tra il 1962 e il 1974.
Il capitolo finale includeva anche un certo numero di galassie con magnitudine superiore a 15.
Il primo dei tre numeri dopo la sigla MCG designa il numero delle zone in cui è stata divisa la volta celeste. Queste sono state definite e delimitate con precisione dalla Palomar Observatory Sky Survey (POSS) realizzata dall'Osservatorio di Monte Palomar fra il 1948 e il 1958. Le zone, che hanno una larghezza di 6 gradi, sono indicate con un numero progressivo che va dall'equatore (designato con +00) al polo (designato con +15).
Il secondo numero designa il numero del campo delimitato dalla POSS all'interno di ciascuna zona.
Infine il terzo numero rappresenta il numero progressivo MCG nell'ambito del campo rappresentato.
Ad esempio, la galassia MCG +14-5-2, è situata nella zona di cielo compresa fra 84° e 89° di ascensione retta, campo n°5 ed è la seconda galassia individuata in questo campo dalla survey.